# Horus

Horus.

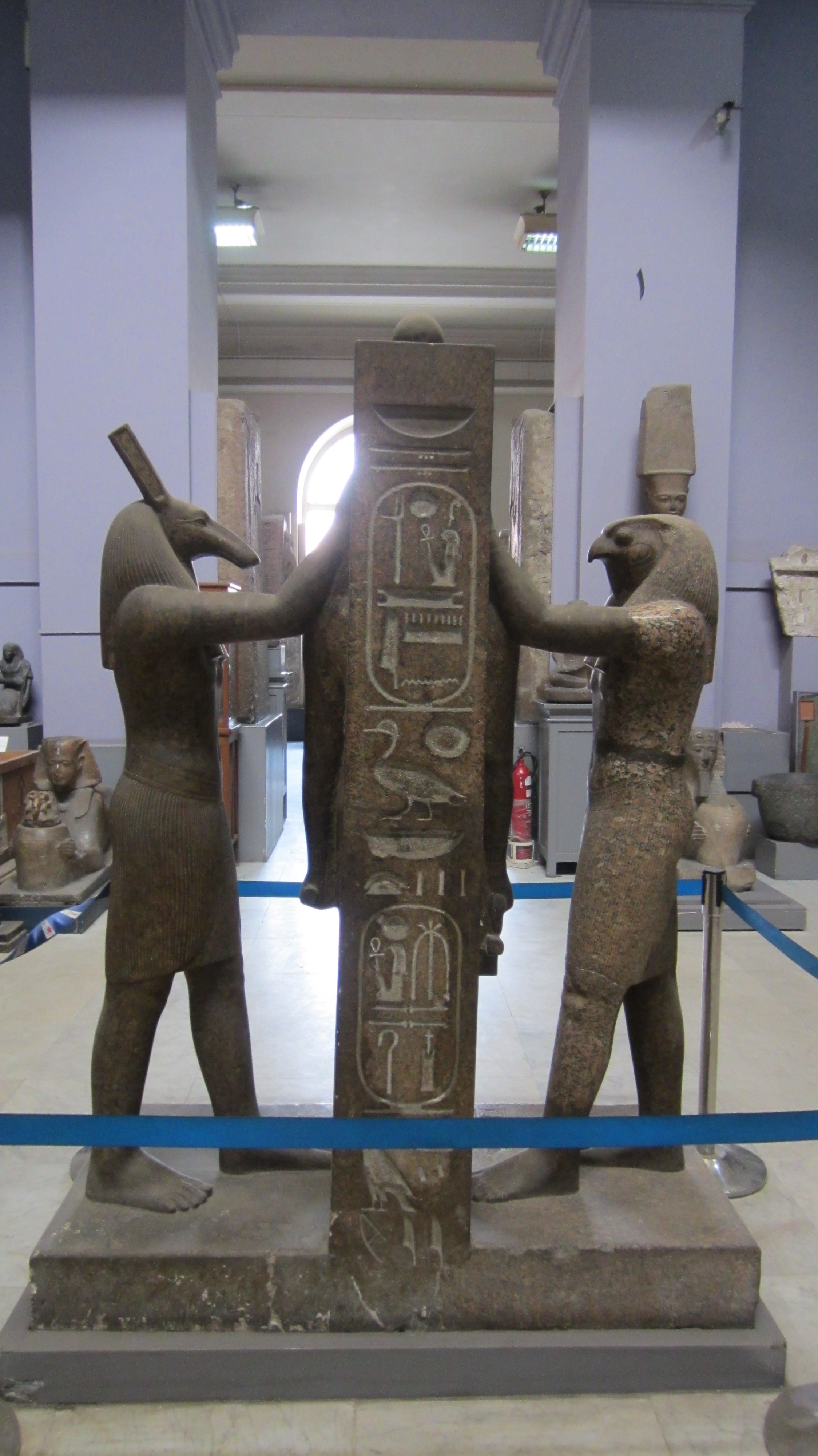
Estatua de Horus y Seth colocando la corona del Alto Egipto en la cabeza de Ramsés III. XX dinastía, principios del antes de Cristo.

Horus («halcón»; también «el elevado», «el distante») es una de las más importantes deidades del antiguo Egipto, que desempeñaba numerosas funciones, de manera más notable como dios de la realeza y del cielo en la mitología egipcia, así como de la guerra y de la caza. A veces se le consideraba como el iniciador de la civilización egipcia. Fue venerado al menos desde el Egipto prehistórico tardío hasta el Reino Ptolemaico y el Egipto romano. La historia registra diferentes formas de Horus, que los egiptólogos consideran dioses distintos. Estas diversas formas pueden ser diferentes manifestaciones de una misma deidad con múltiples capas en las que se enfatizan ciertos atributos o relaciones sincréticas, no necesariamente opuestas, sino complementarias entre sí, en consonancia con la forma en que los antiguos egipcios veían las múltiples facetas de la realidad. A menudo se le representaba como un halcón coronado con el pschent, probablemente un halcón lanario o un halcón peregrino, o como un hombre hieracocéfalo (es decir, con cabeza de halcón).
Su nombre egipcio era Hor (Ḥr), también denominado Heru o Har; Horus es su nombre helenizado (Ώρος). Claudio Eliano escribió que los egipcios llamaban «Horus» en su propia lengua al dios Apolo en el panteón griego. Sin embargo, Plutarco, profundizando en la misma tradición relatada por los griegos, especificó que el «Horus» que los egipcios equiparaban con el Apolo griego era en realidad «Horus el Viejo», que es distinto de Horus el hijo de Osiris e Isis (lo que lo convertiría en «Horus el Joven»).
La forma más antigua de Horus de la que se tiene constancia es la deidad tutelar de Nejen (la «Ciudad del Halcón» o Hierakómpolis), en el Alto Egipto, que es el primer dios nacional del que se tenga conocimiento, específicamente relacionado con el faraón gobernante, que con el tiempo llegó a ser considerado como una manifestación de Horus en vida y de Osiris en la muerte. Desde el principio, Horus estuvo estrechamente asociado a la monarquía faraónica como dios protector y dinástico. Los seguidores de Horus son, pues, los primeros soberanos que se pusieron bajo su obediencia. A principios del periodo histórico, el halcón sagrado aparece en la paleta del rey Narmer y, a partir de entonces, se asocia constantemente con el poder real. 
La relación familiar más comúnmente encontrada describe a Horus como hijo de la diosa Isis y el dios de la resurrección Osiris, y desempeña un papel clave en el mito de Osiris como heredero de Osiris y rival de Seth, el asesino y hermano de Osiris. En otra tradición, Hathor es considerada su madre y a veces su esposa. En el mito más arcaico, Horus y Seth forman una pareja divina caracterizada por la rivalidad, en la que cada uno hiere al otro. De este enfrentamiento surgió Thot, el dios de la Luna, considerado hijo común de ambos. Hacia finales del Reino Antiguo, este mito fue reinterpretado por los sacerdotes de Heliópolis integrando el personaje de Osiris, arquetipo del faraón muerto divinizado. Esta nueva teología marca la aparición del mito osiríaco en el que Horus se presenta como el hijo póstumo de Osiris nacido de los trabajos mágicos de Isis, su madre. En este contexto, Horus desempeña un papel fundamental. Como hijo bondadoso, lucha contra su tío Seth, el asesino de su padre, lo derrota y lo captura. Con Seth humillado, Horus es coronado faraón de Egipto y su padre entronizado como rey del más allá. Sin embargo, antes de poder luchar enérgicamente contra su tío, Horus no es más que un ser enclenque. Como dios-niño (Harpócrates), Horus es el arquetipo de niño pequeño sometido a todos los peligros de la vida. Estuvo a punto de morir en varias ocasiones, pero también es el niño que siempre supera las dificultades de la vida. Como tal, es un dios sanador y salvador muy eficaz contra las fuerzas hostiles.
Además de sus rasgos dinásticos y reales, Horus es una deidad cósmica, un ser fabuloso cuyos dos ojos son el Sol y la Luna. El ojo izquierdo de Horus, u Ojo de Udyat, es un poderoso símbolo asociado a las ofrendas funerarias, a Thot, a la Luna y a sus fases. Este ojo, herido por Seth y curado por Thot, es la estrella nocturna que desaparece y reaparece constantemente en el cielo. Constantemente regenerada, la Luna es la mise en abyme de un renacimiento para todos los muertos egipcios.
En sus múltiples aspectos, Horus es venerado en todas las regiones egipcias. En el Templo de Edfu, uno de los templos ptolemaicos más bellos, el dios recibe la visita anual de la estatua de la diosa Hathor de Dendera y forma, con Harsomtus, una tríada divina. En Kom Ombo, Horus el Viejo (Haroeris) está asociado a Sobek, el dios cocodrilo. Con tal renombre, el culto a Horus se exportó fuera de Egipto, más concretamente a Nubia. A partir del periodo tardío, gracias a los cultos isíacos, la figura de Harpócrates se hizo muy popular en toda la cuenca mediterránea bajo la influencia helenística y luego romana.

## Etimología
El nombre contemporáneo de Horus deriva del teónimo griego Ὧρος (Hōros) desarrollado en el primer milenio a. C. en la época del encuentro de las culturas egipcia y griega. Horus aparece en los jeroglíficos egipcios como ḥr.w «Halcón», 𓅃, de donde deriva el teónimo griego. Dado que la escritura jeroglífica no reproduce las vocales, se desconoce la pronunciación egipcia exacta, aunque se ha reconstruido como probablemente /ˈħaːɾuw/ en egipcio antiguo y egipcio medio temprano, /ˈħaːɾəʔ/ en egipcio medio tardío y /ˈħoːɾ(ə)/ en egipcio tardío. Se cree que otros significados eran «el lejano» o «el que está por encima», en referencia al majestuoso vuelo del ave rapaz. A medida que la lengua fue cambiando, apareció en variedades coptas como /hoːɾ/ o /ħoːɾ/ (Ϩⲟⲣ) y se adoptó en griego antiguo como Ὧρος Hōros (pronunciado entonces como /hɔ̂ːros/). También pervive en formas de nombres teofóricos en egipcios tardío y copto tales como Siese «hijo de Isis» o Harsiese «Horus, hijo de Isis». El símbolo jeroglífico de halcón se empleó desde la época predinástica, para representar la idea de dios.
| V28 | D2 · D21 | \| \| | G5 |
|     |          |       |    |

|  |

| V28 | D2 · D21 | \| \| | G5 |
|     |          |       |    |

|  |

 En la lengua protoegipcia, Horus debía de significar «halcón», de ahí su ideograma del halcón posado sobre una percha. A partir del periodo protodinástico (hacia el 3300 a. C.), el jeroglífico del halcón Hor designa también al soberano, en funciones o fallecido, y puede incluso equivaler a la palabra netjer, «dios», pero con una connotación de soberanía. En los Textos de las Pirámides, la expresión Hor em iajou, «Horus en el resplandor», se refiere así al rey difunto, que se convertía en un dios entre los dioses cuando entraba en la otra vida.

## Iconografía
La divinidad de Horus se manifiesta en la iconografía de muchas maneras. En la mayoría de los casos, se le representa como un halcón o como un hombre hieracocéfalo (es decir, con cabeza de halcón), con la Corona Doble, o, para evocar su juventud, como un joven desnudo y calvo. También, como un disco solar con alas de halcón desplegadas, sobre las puertas y en las salas de los templos; y con forma de esfinge como Harmajis.
La forma animal es la más antigua. Hasta el final del periodo protodinástico, los animales, incluido el halcón, aparecen como mucho más eficientes y superiores a los hombres, y en consecuencia, los poderes divinos se representan exclusivamente en forma animal. El halcón y su majestuoso vuelo por el cielo se interpretaban claramente como la marca o símbolo del Sol, y su nombre «el Lejano» hacía referencia al astro diurno. Hacia el final de la Primera Dinastía, en torno al 2800 a. C., paralelamente al desarrollo de la civilización egipcia (difusión de la agricultura, regadíos y el urbanismo), la mentalidad religiosa se flexibilizó y las fuerzas divinas empezaron a humanizarse. En esta época aparecen los primeros dioses totalmente antropomorfos y momiformes (Min y Ptah). En cuanto a Horus, durante las dos primeras dinastías, la forma animal sigue siendo la regla. Las primeras formas compuestas (hombres con cabeza de animal) aparecen a finales de la Dinastía II y, por lo que sabemos, la representación más antigua conocida de Horus como hombre hieracocéfalo data de la Dinastía III. Aparece en una estela conservada actualmente en el Museo del Louvre, donde el dios aparece en compañía del faraón Huny-Qahedjet).
Entre las representaciones más famosas figura un fragmento de estatua del Museo Egipcio de El Cairo que muestra a Kefrén sentado en su trono (dinastía IV). El halcón está de pie sobre el respaldo del asiento y sus dos alas abiertas rodean el cuello real para significar su protección. En el mismo museo se conserva la estatua dorada del Horus de Nejen. Su datación es discutida: dinastía VI o XII. Solo se conserva la cabeza del falcónido, rematada con una corona de dos altas plumas estilizadas. Sus ojos de piedra de obsidiana imitan la mirada penetrante del ave viva. El Museo del Louvre tiene una estatua de Horus, de aproximadamente un metro de altura, que data del Tercer Periodo Intermedio, a la entrada de sus colecciones egipcias. El Museo Metropolitano de Arte de Nueva York posee una estatuilla en la que el rey Nectanebo II de la dinastía XXX, último faraón del Egipto independiente, aparece pequeño y de pie entre las patas de un majestuoso halcón coronado con la pschent.

## Historia
Horus es una la principal manifestación e identificación de la divinidad, poder divino y espiritual o Diosdeidades egipcias más antiguas. Sus orígenes se pierden en las brumas de la prehistoria africana. Al igual que las demás deidades principales del panteón egipcio, está presente en la iconografía ya en el cuarto milenio a. C. En el antiguo Egipto coexistieron varias especies de halcones. Como las representaciones del pájaro de Horus suelen ser muy estilizadas, resulta bastante difícil identificarlo formalmente con una especie concreta. Sin embargo, parece que se puede ver una imagen del halcón peregrino (Falco peregrinus). Esta rapaz de tamaño mediano y llamada penetrante es conocida por su rápida caída en picado desde el cielo sobre sus pequeñas presas terrestres. Este halcón tiene además la particularidad de tener plumas oscuras bajo los ojos que forman una especie de media luna. Esta marca distintiva recuerda el diseño del ojo de Udyat asociado a Horus y a los demás dioses hieracocefálicos. 
Horus era ya conocido en el periodo predinástico. Era un dios vinculado a la realeza que tutelaba a los monarcas tinitas, cuyo centro de culto era Hieracómpolis (o «ciudad del halcón» como los griegos llamaban a Nejen). Desde el Imperio Antiguo, el faraón es la manifestación de Horus en la tierra, aunque al morir se convertirá en Osiris, y formará parte del dios creador Ra. Durante el Imperio Nuevo se le asoció al dios Ra, como Ra-Horajti. Forma parte troncal de la Gran Enéada. Forma parte de la tríada osiriaca: Osiris, Isis y Horus.
El panteón egipcio cuenta con un gran número de manifestaciones de Dios o dioses halcón; Socar, Sopdu, Hemen, Haurón (Horón), Dedun y Hormerty. Sin embargo, Horus y sus múltiples formas ocupan el primer lugar. Como dios polifacético, los mitos que le conciernen están entrelazados. Sin embargo, es posible distinguir dos aspectos principales: una forma juvenil y una forma adulta. En su plena potencia guerrera y madurez sexual, Horus es Horajti, el sol en su cenit. En Heliópolis, como tal, es adorado simultáneamente con Ra. En los Textos de las Pirámides, el faraón fallecido resucita bajo la apariencia de un halcón solar. En un sincretismo común en la religión egipcia, Horajti se fusiona con el demiurgo heliopolitano, bajo la forma de Ra-Horajty. En Edfu, es Hor-Behedety, el sol alado de los tiempos primordiales. En Kom Ombo, es Horus el Viejo (Haroëris), un dios celeste imaginado como un inmenso halcón cuyos ojos son el Sol y la Luna. Cuando estos astros están ausentes del cielo, se dice que este Horus está ciego. En Nejen (Hieracómpolis), la capital de los primeros faraones, este halcón celeste es Hor-Nejeni, cuyos aspectos guerrero y real son muy pronunciados.
El Horus joven también aparece bajo múltiples formas. En el mito osiríaco, Horus (o Arueris) es el hijo de Osiris e Isis. Osiris, asesinado por su hermano Seth, es devuelto a la vida, durante una unión carnal, gracias a los esfuerzos combinados de Isis y Neftis. De esta unión milagrosa nace Horus el Niño (Harpócrates), también llamado Harsiesis (Horus hijo de Isis) y Harendotes u Hor-nedj-itef (Horus que cuida de su padre). En este último aspecto, para vengar la muerte de su padre, Horus se enfrenta a su tío Seth. Tras muchas aventuras, gana la batalla y recibe en herencia el trono de Egipto. El valor de Horus y su lealtad a la familia lo convierten en el arquetipo del faraón. Sin embargo, su legitimidad es constantemente cuestionada por Seth. Durante una pelea con su rival, Horus pierde su ojo izquierdo, que es reconstituido por Thot. Llamado Ojo de Udyat u Ojo de Horus, este ojo, que los egipcios llevaban como amuleto, tiene propiedades mágicas y profilácticas. Este ojo izquierdo, reconstituido pieza a pieza por Thot, representa la luna, que aumenta día a día. En contraste con Seth, que representa la violencia y el caos, Horus encarna el orden y, como el Faraón, es uno de los garantes de la armonía universal; sin embargo, la compleja teología de los egipcios no debe reducirse a una concepción maniquea del Bien y del Mal, pues en otro mito, Seth es el auxiliar indispensable de Ra en su batalla nocturna contra la serpiente Apofis. El bien y el mal son aspectos complementarios de la creación, ambos presentes en toda deidad.

## Horus y el faraón
Los Textos de las Pirámides (c. 2400-2300 a. C.) describen la naturaleza del faraón en diferentes personajes como Horus y Osiris. El faraón como Horus en vida se convirtió en el faraón como Osiris en la muerte, donde se unió a los demás dioses. Nuevas encarnaciones de Horus sucedieron al difunto faraón en la tierra en forma de nuevos faraones.

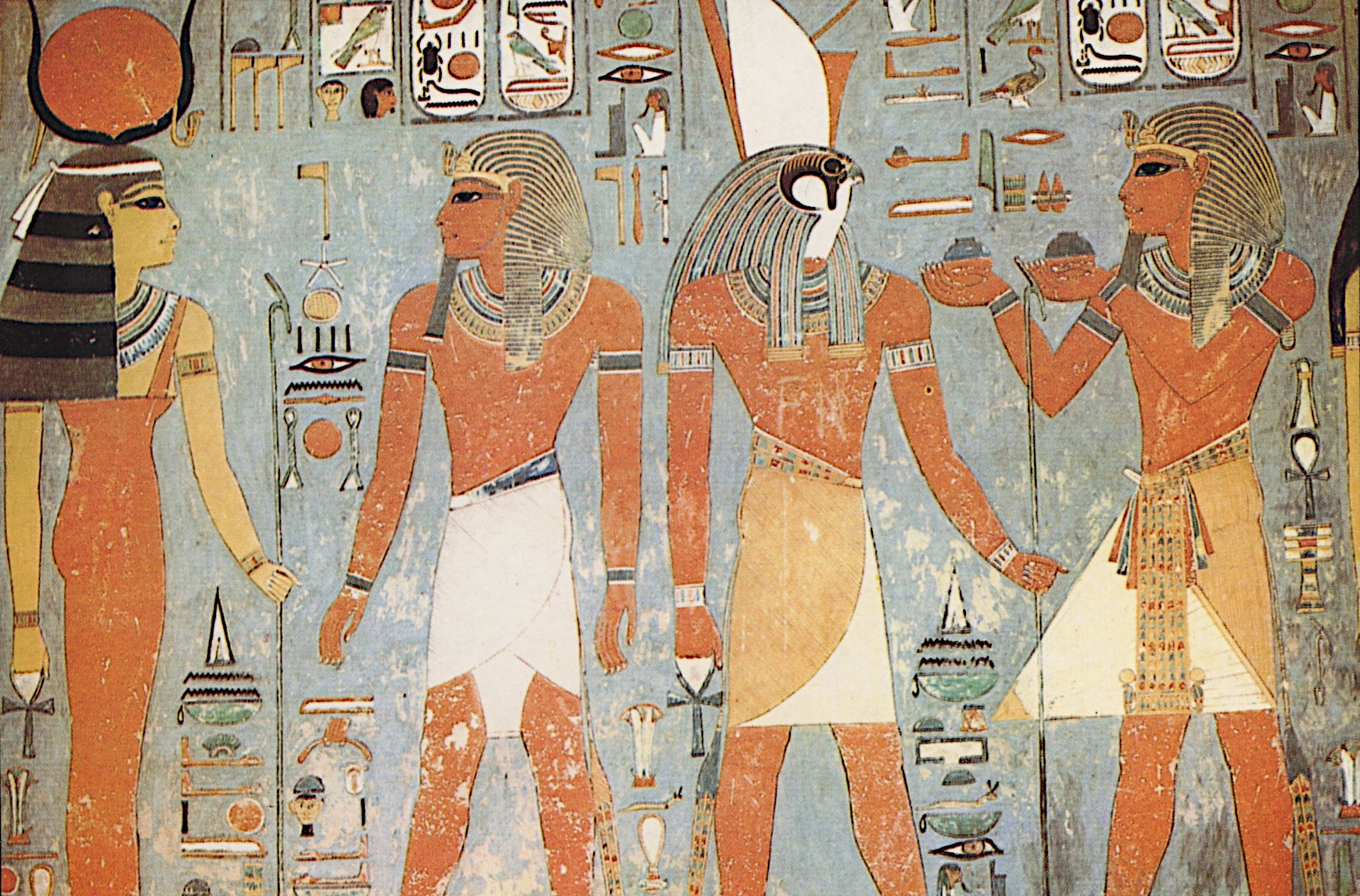
Horus y los faraones.

El linaje de Horus, producto eventual de las uniones entre los hijos de Atum, pudo haber sido un medio para explicar y justificar el poder faraónico. Los dioses producidos por Atum eran todos representantes de las fuerzas cósmicas y terrestres en la vida egipcia. Al identificar a Horus como el descendiente de estas fuerzas, luego identificándolo con Atum mismo y finalmente identificando al faraón con Horus, el faraón teológicamente tenía dominio sobre todo el mundo.

## Mitología

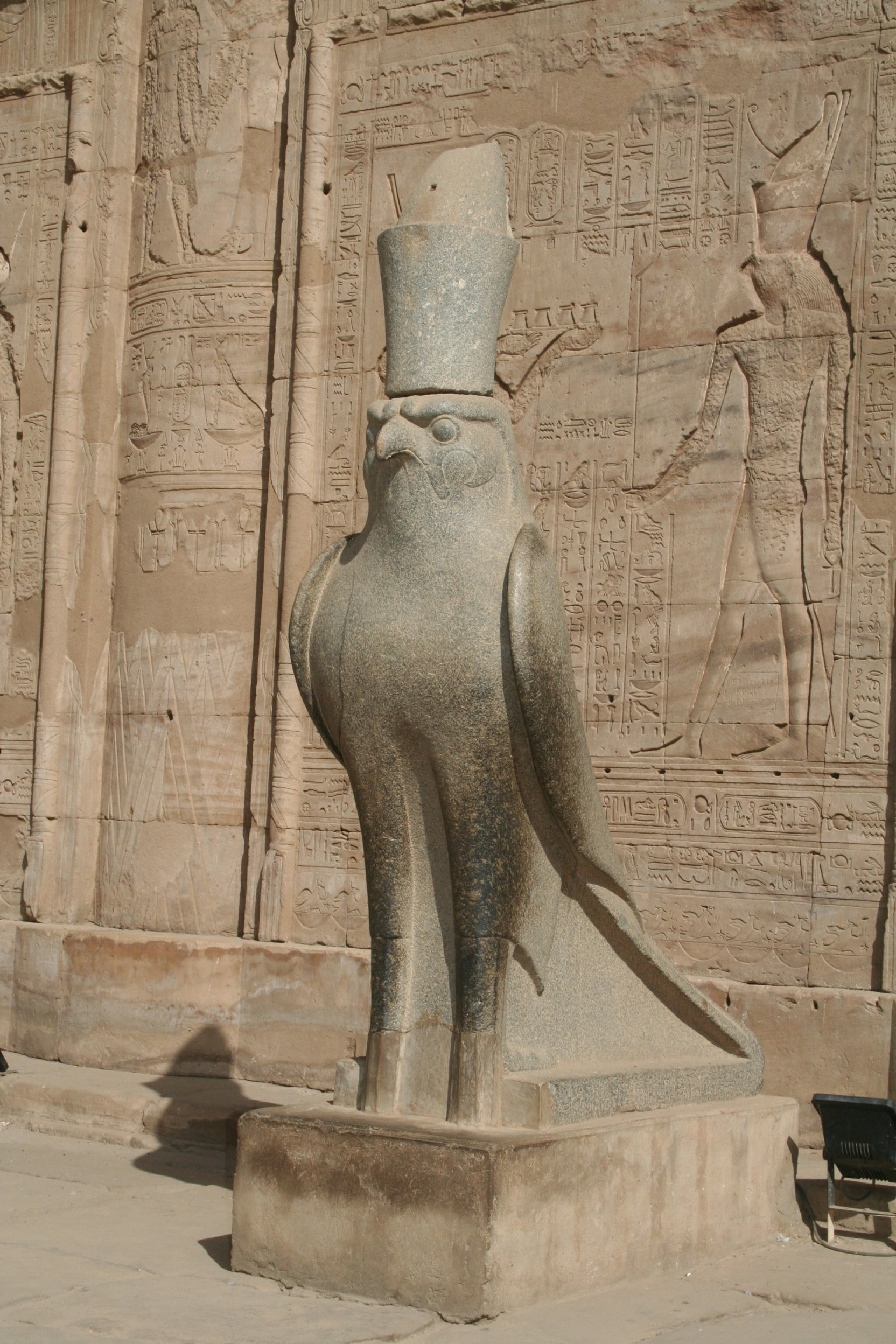
Horus, en su templo de Edfu, con forma de halcón.

Según la mitología egipcia (Heliópolis), Geb (la tierra de Egipto) y su esposa y hermana Nut (el cielo), dan vida a dos dioses varones, Osiris y Seth y a dos diosas mujeres: Isis y Neftis. Osiris se casa con Isis, y Seth con Neftis. La leyenda da cuenta de los innumerables enfrentamientos entre Osiris y su hermano Seth. Gracias a un engaño, Seth logra asesinar a Osiris, lo descuartiza en 14 partes y oculta sus restos para evitar que encuentren su cuerpo, desperdigándolos por todo Egipto. Su mujer, Isis, enterada de lo sucedido, busca cada pedazo, día y noche, por todos los rincones de Egipto. Finalmente, logra recuperar todos los restos de su difunto marido. Utilizó sus poderes divinos para reanimarlo, que a partir de entonces se encargaría de gobernar en el país de los muertos, la Duat. 
También, utilizando poderes divinos, Isis pudo concebir un hijo del reanimado Osiris: a Horus. Al poco tiempo de nacer, fue escondido por su madre y lo dejó al cuidado de Thot, dios de la sabiduría, que lo instruyó y crio hasta convertirse en un excepcional guerrero. Al llegar a la mayoría de edad, ayudado por los Shemsu Hor luchó contra Seth para recuperar el trono de su padre, asesinado por aquel. En una de estas luchas Horus perdió su ojo izquierdo (Ojo de Horus) y luego de recuperarlo se lo dio como ofrenda a su padre Osiris para devolverle la vista.
Seth quedó como el dios del Alto Egipto y Horus del Bajo Egipto. Posteriormente Horus fue dios de todo Egipto, mientras que Seth era dios del desierto y de los pueblos extranjeros. Este mito representa la lucha entre la fertilidad del valle del Nilo (Osiris) y la aridez del desierto (Seth).
Posteriormente Horus reinó todo Egipto con Isis-Hathor como reina. La doble corona, representa la unidad política de Egipto, y tomó la forma del Ojo Udyat, lo cual dio inicio a diversas leyendas del mal de ojo.
Más adelante dejó el gobierno a los reyes míticos, denominados Shemsu Hor, según la tradición.
Como dios solar, Horus defiende la barca de Ra, con la ayuda de Seth, contra la gran serpiente Apep. Además es el protector de Osiris en el inframundo egipcio, o Duat. Durante el juicio de Osiris, según el Libro de los Muertos, es el mediador entre el finado y Osiris.

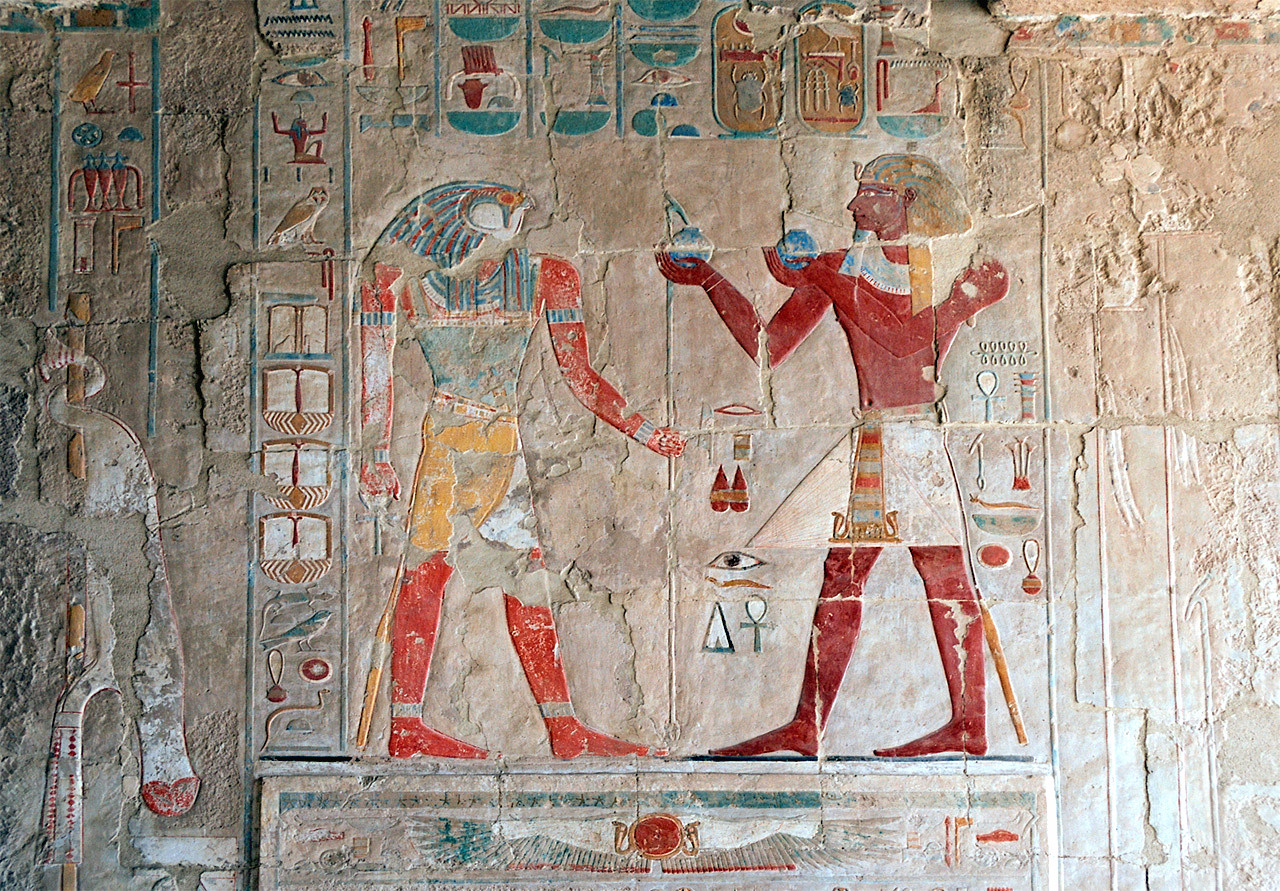
Horus y Tutmosis III, como oferente. Templo de Hatshepsut. Deir el-Bahari.

### Dios del cielo
Como se decía que Horus era el cielo, se consideraba que también contenía el Sol y la Luna. Los egipcios creían que el Sol era su ojo derecho y la Luna el izquierdo, y que atravesaban el cielo cuando él, un halcón, lo cruzaba volando. Posteriormente, la razón por la que la Luna no era tan brillante como el Sol fue explicada por un cuento, conocido como Las contiendas de Horus y Seth. En este cuento, se decía que Seth, el patrón del Alto Egipto, y Horus, el patrón del Bajo Egipto, habían luchado por Egipto brutalmente, sin que ninguna de las partes saliera victoriosa, hasta que finalmente, los dioses se pusieron del lado de Horus.
Como Horus fue el vencedor final, se le conoció como ḥr.w wr «Horus el Grande», pero se suele traducir como «Horus el Viejo» (u «Horus el Mayor»). En la lucha, Set había perdido un testículo, y el ojo de Horus fue arrancado.
Horus se mostraba ocasionalmente en el arte como un niño desnudo con un dedo en la boca sentado en un loto con su madre. En forma de joven, Horus era referido como nfr ḥr.w «el buen Horus», transliterado Neferhor, Nephoros (Neforos) o Nopheros (o Noferos; reconstruido como naːfiru ħaːruw).

Ojo de Horus o Wedjat.

Ojo de Ra o Wedjat.

El Ojo de Horus es un antiguo símbolo egipcio de protección y poder real por parte de las deidades, en este caso de Horus o Ra. El símbolo se ve en imágenes de la madre de Horus, Isis, y en otras deidades asociadas a ella. En la lengua egipcia, la palabra para este símbolo era «wedyat» (wɟt). Era el ojo de una de las primeras deidades egipcias, Uadyet (o Wadjet), que más tarde se asoció también con Bastet, Mut y Hathor. Uadyet era una deidad solar y este símbolo comenzó siendo su ojo que todo lo ve. En obras de arte tempranas, Hathor también se representa con este ojo. Los amuletos funerarios se hacían a menudo con la forma del Ojo de Horus. El Wedjat u Ojo de Horus es «el elemento central» de siete pulseras de «oro, fayenza, loza, cornalina y lapislázuli» encontradas en la momia de Sheshonq II. El Wedjat «tenía el propósito de proteger al rey [aquí] en la otra vida» y de alejar el mal. Los marineros egipcios y del Cercano Oriente solían pintar el símbolo en la proa de sus embarcaciones para garantizar un viaje seguro por mar.

### Conflicto entre Horus y Seth

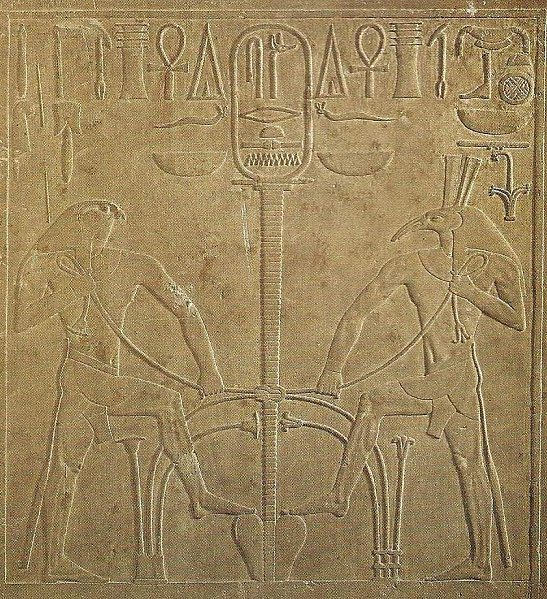
Horus y Set unen el Alto y el Bajo Egipto.

Su madre, Isis, le dijo a Horus que protegiera al pueblo de Egipto de Seth, el dios del desierto, que había matado al padre de Horus, Osiris. Horus tuvo muchas batallas con Seth, no sólo para vengar a su padre, sino para elegir al legítimo gobernante de Egipto. En estas batallas, Horus fue asociado con el Bajo Egipto y se convirtió en su patrono.
Según Las contiendas de Horus y Seth, Seth intenta demostrar su dominio seduciendo a Horus y manteniendo relaciones sexuales con él. Sin embargo, Horus se mete la mano entre los muslos y atrapa el semen de Seth, arrojándolo después al río para que no se diga que ha sido inseminado por Seth. Horus (o la misma Isis en algunas versiones) esparce entonces deliberadamente su semen sobre una lechuga, que era la comida favorita de Seth. Una vez que Seth comió la lechuga, acudieron a los dioses para intentar zanjar la discusión sobre el gobierno de Egipto. Los dioses escucharon primero la afirmación de Seth de dominar sobre Horus, e invocaron a su semen, pero éste respondió desde el río, invalidando su pretensión. Luego, los dioses escucharon la afirmación de Horus de haber dominado a Seth, y llamaron a su semen, y éste respondió desde el interior de Seth.

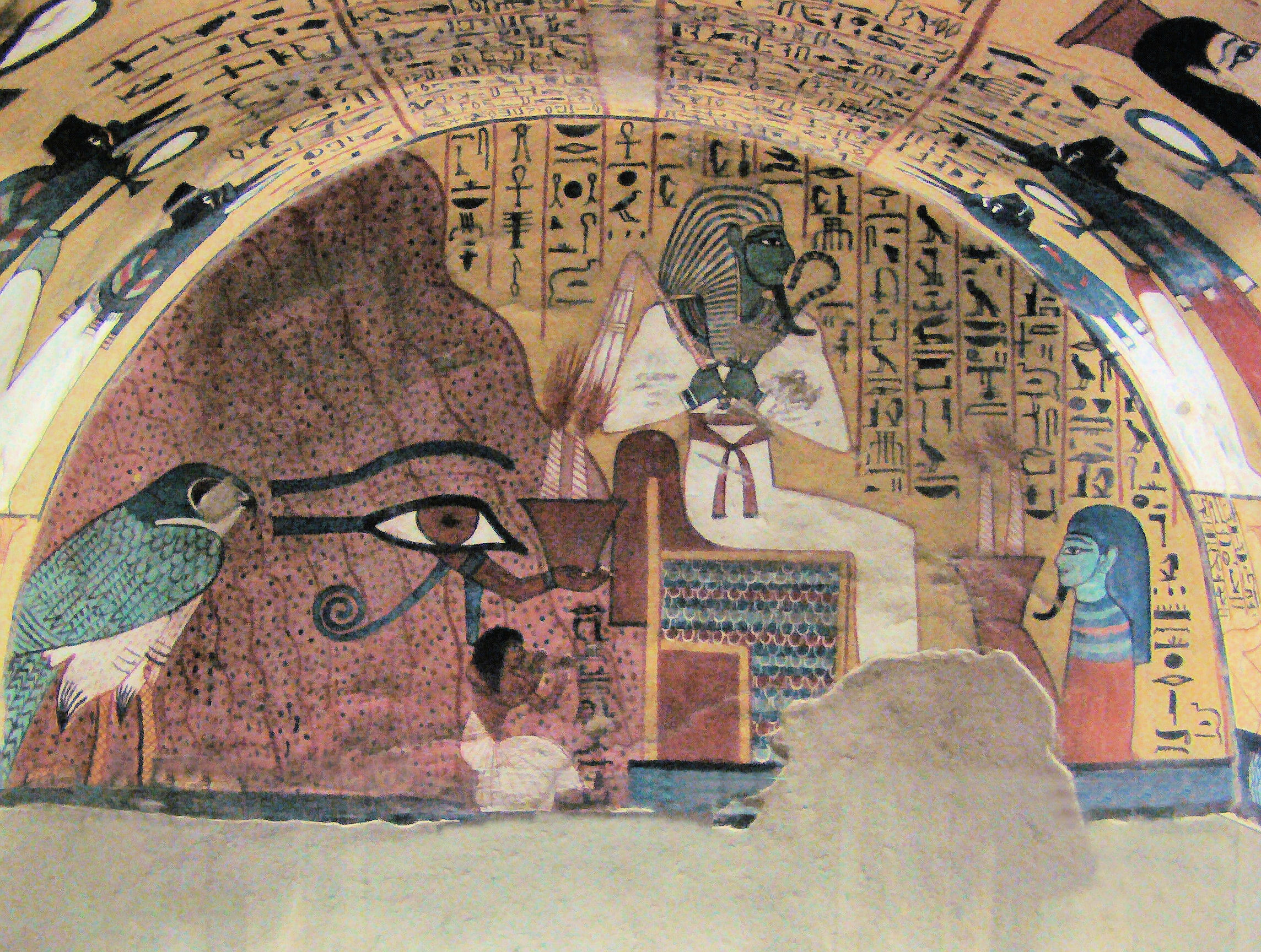
Un Ojo de Horus personificado ofrece incienso al dios entronizado Osiris en una pintura de la tumba de Pashedu,

Sin embargo, Seth seguía negándose a ceder, y los demás dioses se estaban cansando de más de ochenta años de luchas y desafíos. Horus y Seth se retaron a una carrera de barcas, cada uno en una barca de piedra. Horus y Seth aceptaron, y la carrera comenzó, pero Horus tenía ventaja: su barca estaba hecha de madera pintada para que pareciera piedra, en lugar de piedra de verdad. La barca de Set, al ser de piedra pesada, se hundió, pero la de Horus no. Horus ganó entonces la carrera, y Seth se retiró y dio oficialmente a Horus el trono de Egipto. Al convertirse en rey tras la derrota de Seth, Horus ofrece ofrendas a su difunto padre Osiris, reviviéndolo y manteniéndolo en la otra vida. Tras el Reino Nuevo, Seth seguía siendo considerado el señor del desierto y sus oasis.
En muchas versiones de la historia, Horus y Seth se reparten el reino. Esta división puede equipararse a cualquiera de las diversas dualidades fundamentales que los egipcios veían en su mundo. Horus puede recibir las tierras fértiles alrededor del Nilo, el núcleo de la civilización egipcia, en cuyo caso Seth toma el desierto estéril o las tierras extranjeras que se asocian con él, u Horus puede gobernar la tierra mientras Seth mora en el cielo, o cada dios puede tomar una de las dos mitades tradicionales del país, el Alto y el Bajo Egipto, en cuyo caso cualquiera de los dos dioses puede estar relacionado con cualquiera de las dos regiones. Sin embargo, en la teología menfita, Geb, como juez, primero reparte el reino entre los reclamantes y luego cambia de opinión, otorgando el control exclusivo a Horus. En esta unión pacífica, Horus y Seth se reconcilian, y las dualidades que representan se han resuelto en un todo unido. Mediante esta resolución, se restablece el orden tras el tumultuoso conflicto.
Los egiptólogos han intentado a menudo relacionar el conflicto entre los dos dioses con acontecimientos políticos de los inicios de la historia o la prehistoria de Egipto. Los casos en que los combatientes se dividen el reino, y la frecuente asociación del binomio Horus y Seth con la unión del Alto y Bajo Egipto, sugieren que las dos deidades representan algún tipo de división dentro del país. La tradición egipcia y la evidencia arqueológica indican que Egipto estaba unificado al principio de su historia, cuando un reino del Alto Egipto, en el sur, conquistó el Bajo Egipto en el norte. Los gobernantes del Alto Egipto se autodenominaron «seguidores de Horus», y Horus se convirtió en la deidad tutelar del sistema político unificado y de sus reyes. Sin embargo, Horus y Seth no pueden equipararse fácilmente con las dos mitades del país. Ambas deidades tenían varios centros de culto en cada región, y a menudo se asocia a Horus con el Bajo Egipto y a Set con el Alto Egipto. Otros acontecimientos también pueden haber afectado al mito. Antes incluso de que el Alto Egipto tuviera un único gobernante, dos de sus principales ciudades eran Nejen, en el extremo sur, y Nagada, muchos kilómetros al norte. Se cree que los gobernantes de Nejen, donde Horus era la deidad patrona, unificaron el Alto Egipto, incluyendo Nagada, bajo su dominio. Seth estaba asociado con Nagada, por lo que es posible que el conflicto divino refleje vagamente una enemistad entre las ciudades en un pasado lejano. Mucho más tarde, a finales de la Segunda Dinastía (c. 2890-2686 a. C.), el faraón Seth-Peribsen utilizó el Set-animal para escribir su nombre del serej en lugar del jeroglífico del halcón que representaba a Horus. Su sucesor Jasejemuy utilizó tanto Horus como Set en la escritura de su serej. Esta evidencia ha llevado a conjeturar que la Segunda Dinastía fue testigo de un enfrentamiento entre los seguidores del rey Horus y los adoradores de Seth liderados por Seth-Peribsen. La utilización por parte de Jasejemuy de los dos símbolos animales representaría entonces la reconciliación de las dos facciones, al igual que la resolución del mito.

## Sincretismo
Su culto se adaptó al mito de Osiris en un intento de sincretismo religioso, siendo muchos los dioses que se encarnaron y fusionaron con Horus en diversas localidades egipcias.
Horus aparecía en muchas formas, siendo representado como: 
Símbolo solar:
- Harmajis, Hor em ajet, "Horus en el horizonte", sol naciente asociado con Jepri.
- Horjentijet, Hor jenti jet, "Sol de la mañana".
- Haractes, Hor ajti, "Horus en el horizonte", fusionado con Ra como Ra-Haractes, sol del mediodía.
  - Hor Iabti, "Horus de oriente", semejante a Haractes.

En Heliópolis, Jepri, Ra-Haractes y Atum son tres formas de la misma divinidad que simbolizan el sol naciente, el del mediodía y el sol poniente.
Horus niño:
- Harsiase, Har sa Aset, "Horus, hijo de Isis" (y Osiris).
- Harsomtus, Hor sema tauy, "Horus, unificador de las Dos Tierras", renacido de Hathor como hijo de Hathor y Horus en Edfú.
- Harpra, Har pa Ra, "Horus, el Sol" en Coptos.
- Panebtauy, Pa neb tauy, como hijo de Haroeris.
- Harpócrates, Hor pa Jard, "Horus el niño", que asimiló a Harsiase y Harsomtus.
  - Ihy, asimilado a Harsomtus y Harpócrates.

Horus adulto:
- Haroeris, Her Ur, "Horus el viejo", "Horus el Grande", hermano de Osiris y Seth. Supremo dios del Alto Egipto. Sus diversos aspectos eran:
  - Horus Behedety, Hor Behutet, "El que es Originario de Behedet", venerado en Edfu.
  - Horjenti-Irti, Hor ur jent ar ti, el "Señor de sus ojos".
  - Horsemsu, Hor Semsu, hijo de Nut; o de Isis y Osiris dentro del seno materno de Nut.
  - Hormerty Hor Merty, "Horus el de los Dos Ojos".
- Harendotes, Hor nedy her atef, "Horus, el vengador de su padre".
  - Hartomes, Hor tema a, otra forma de Harendotes.
- Hornejeny Hor Nejeny, "Horus, el que es Originario de Nejen".
- Horpanebtauy, Hor pa neb tau, "Horus, Señor de las dos Tierras".

También como:
- Hor duat, "Horus de la Duat", "Señor de las estrellas circumpolares".
- Hor imy shenut, "El que está en Shenuet".
- Hor hery uadyef, "Señor de los espíritus de Pe" (Buto).
- Horus Iunmutef, sacerdote en los ritos funerarios.

Además fue asociado a dos planetas, como:
- Hor up shet, Júpiter.
- Hor p ka, Saturno.

### Her-ur (Horus el Viejo)

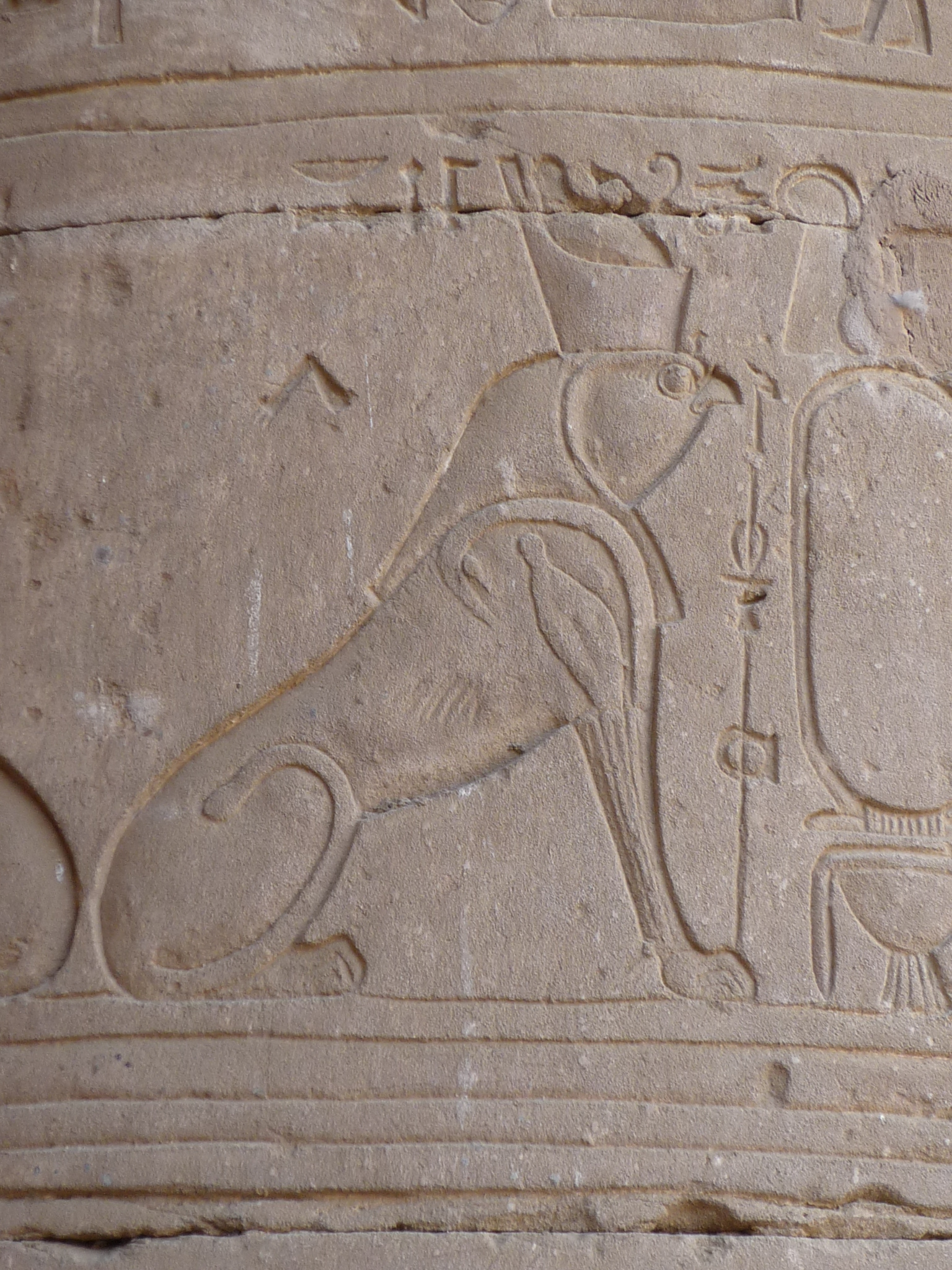
Relieve parietal de Her-ur en el templo de Edfu, Egipto.

Her-ur o Heru-ur, también conocido como Horus el Viejo o Har uer, era una forma de Horus, hijo de Gueb y Nut. Fue uno de los dioses más antiguos del Antiguo Egipto. Se convirtió en el patrón de Nejen (Hieracómpolis) y en el primer dios nacional ('Dios del Reino'). Era representado como una hieracoesfinge, una criatura con cuerpo de león y cabeza y alas de halcón. Más tarde, también se convirtió en patrón de los faraones, siendo llamado "el hijo de la verdad", lo que reforzaba su papel como importante defensor de la Maat. Su ojo derecho era el Sol y el izquierdo, la Luna. Her-ur fue representado a veces exclusivamente como un halcón y, a veces, se le dio el título de Kemuer, que significa '(el) gran negro'.
La forma griega de Her-ur es Haroeris o Harmajis. Otras variantes incluyen Arueris, Hor Merti, 'Horus de los dos ojos' u Horjenti Irti.
Se creía que fue la inspiración de la Esfinge de Guiza, construida bajo las órdenes de Jafra, cuya cabeza supuestamente representa.

### Heru-pa-jered (Horus el Joven)
Horus el Joven, Harpócrates para los griegos ptolemaicos, es representado en forma de joven que lleva un mechón de cabello (signo de juventud) a la derecha de su cabeza, mientras se chupa el dedo. Además, suele llevar las coronas unidas de Egipto, la corona del Alto Egipto y la corona del Bajo Egipto. Es una forma del sol naciente, que representa su luz más temprana.

### Culto

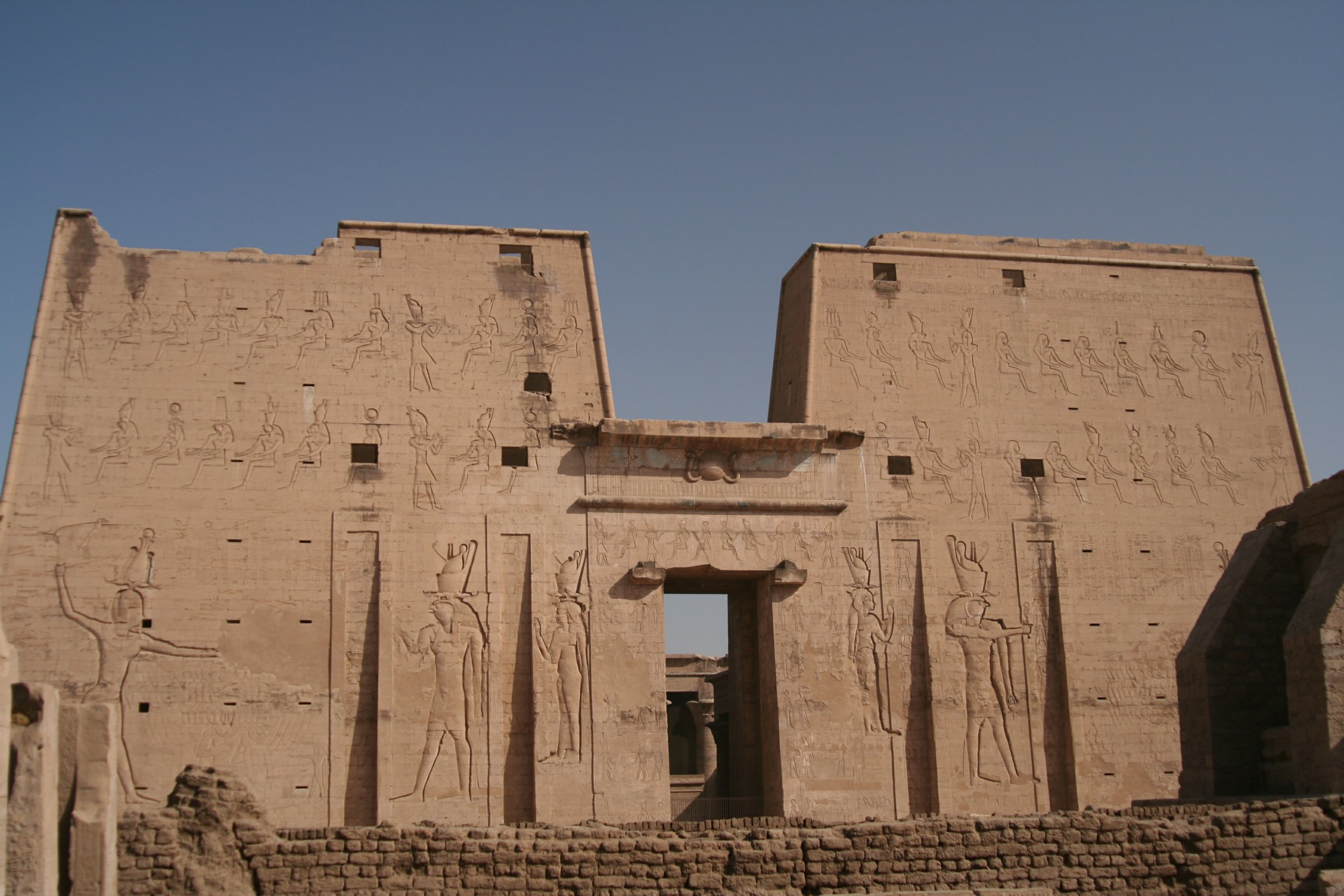
Templo de Horus en Edfu. Pilonos.

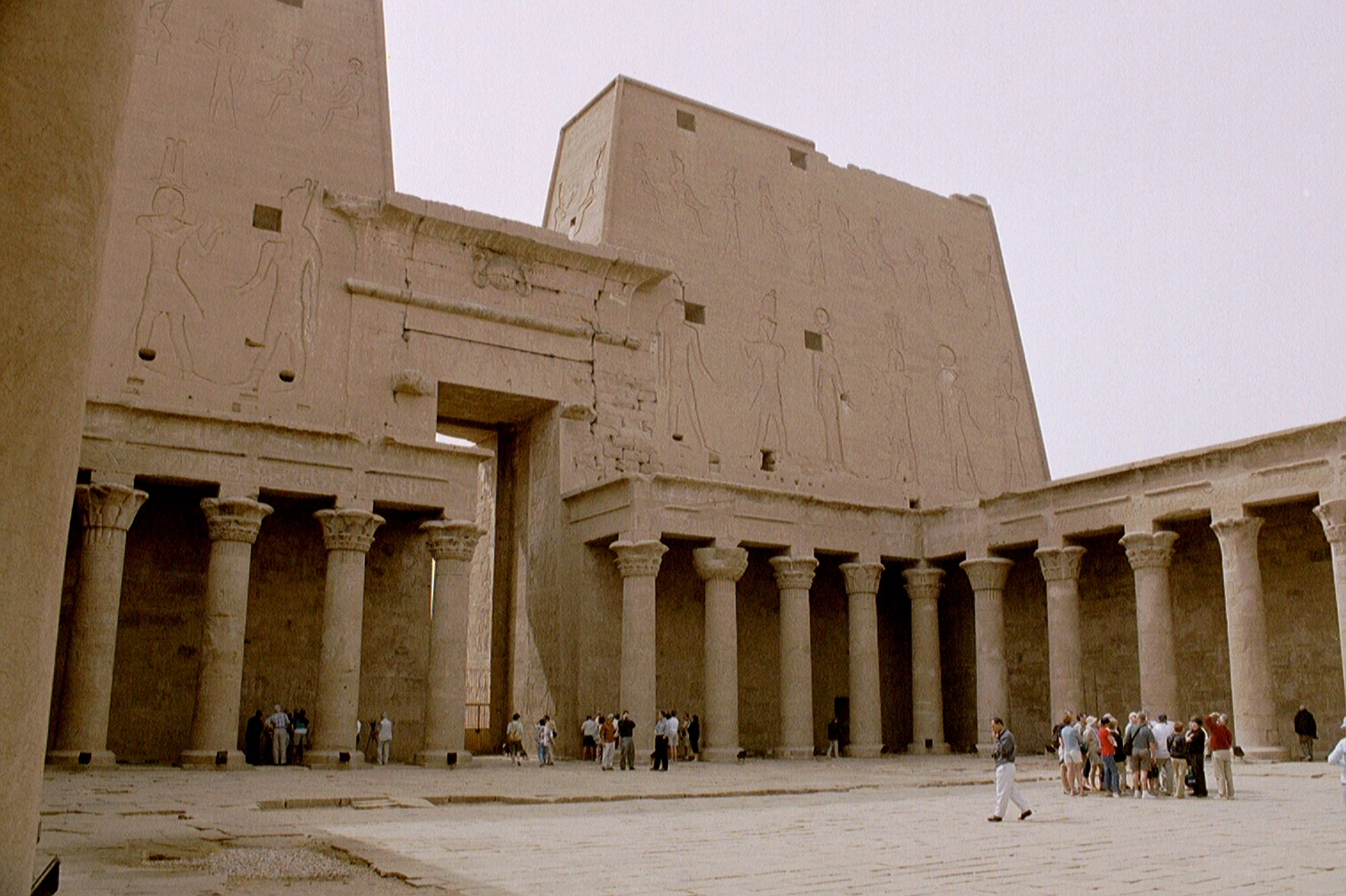
Templo de Horus en Edfu. Patio.

Conocido desde la época predinástica, es probable que su culto tuviese origen en el delta del Nilo aunque fue venerado en todo Egipto con importantes templos en Hieracómpolis, Edfu y Letópolis. 
Fue venerado como:
- Harendotes Hor nedy her atef, en Hieracómpolis, Abidos, Letópolis, Buto y Panópolis.
- Harpócrates Har pa Jard, en Heliópolis, Edfu, Tebas, Coptos, Mendes, Hermontis y Atribis.
- Harpara Har pa Ra en Hermontis, Medamud y Coptos.
- Haroeris Her Ur, en Letópolis, Abidos, Panópolis, Kom Ombo y Kush.
- Harsiase Har sa aset, en Buto.
- Harsomtus Hor sematauy, en Dendera, Edfu y Heracleópolis.
- Horajty Hor ajty, en Heliópolis, Letópolis, Abu Simbel, El Derr, y Amada.
- Horbehedeti Hor Behedeti, en Edfu, Damanhur, Tell-Balamun, File, Mesen y Tanis.
- Horhekenu Hor Hekenu, identificado con Nefertum, en Menfis y Bubastis.
- Horimyshenut Hor imy shenut, en Soagh, Dajla, Jarga, File, Qustul y Meroe.
- Hormenu Hor menu, en Letópolis.
- Hornebmesen Hor neb mesen, similar a Hor Behedety, en Buto y Mesen.
- Hornejeny Hor Nejeny, en Hieracómpolis.
- Horpanebtauy Hor Pa neb tauy, en Edfu.
- Hortehenu Hor Tehenu, en las zonas limítrofes con Libia.
- Jonsu Hor, en Tebas.

Su culto se extendió por el Mediterráneo, como Harpócrates, vinculado a su madre, la diosa Isis. Destaca la veneración alcanzada en la Antigua Grecia, tanto en la forma de halcón, como de niño acompañado de Isis, o como amuleto protector relacionado con la divinidad, el llamado "Ojo de Horus".

## Epítetos
Tuvo los epítetos de:
- "El Único en las alturas"
- "El elevado"
- "El distante"
- "Señor del Cielo"
- "Señor de las estrellas circumpolares"

En los tronos de El Lisht aparece como «Horus, señor de Mesen» y «Horus de Behdet», o «el behdetita», en referencia a dos localidades del Bajo Egipto.

## Nombres teóforos
Desde la época predinástica incluyeron su nombre la mayoría de los faraones, formando parte de su titulatura como nombre de Horus y nombre de Hor-Nub.